# Волчовка
Волчовка, вариант Волчевка (каз. Волчовка) — упразднённое село в Шемонаихинском районе Восточно-Казахстанской области Казахстана. Входило в состав Каменевского сельского округа. Упразднено в 2000-е годы.

## Население
В 1999 году население села составляло 60 человек (32 мужчины и 28 женщин).